# Emmanuel Aznar
Emmanuel Aznar (Sidi Bel Abbes, 23 dicembre 1915 – Marsiglia, 4 ottobre 1970) è stato un calciatore francese, di ruolo centrocampista.

## Carriera

### Club
Ha giocato con numerose squadre nella massima serie francese.

### Nazionale
Ha collezionato una presenza con la propria Nazionale, il 24 marzo 1938 a Parigi in una partita amichevole vinta per 6-1 contro la Bulgaria.

## Palmarès

### Giocatore

#### Competizioni nazionali
- Campionato francese: 2

Olympique Marsiglia: 1936-1937, 1947-1948
- Coppa di Francia: 1

Olympique Marsiglia: 1937-1938

## Statistiche

### Cronologia presenze e reti in Nazionale
| Cronologia completa delle presenze e delle reti in nazionale ― Francia | Cronologia completa delle presenze e delle reti in nazionale ― Francia | Cronologia completa delle presenze e delle reti in nazionale ― Francia | Cronologia completa delle presenze e delle reti in nazionale ― Francia | Cronologia completa delle presenze e delle reti in nazionale ― Francia | Cronologia completa delle presenze e delle reti in nazionale ― Francia | Cronologia completa delle presenze e delle reti in nazionale ― Francia | Cronologia completa delle presenze e delle reti in nazionale ― Francia |
| Data                                                                   | Città                                                                  | In casa                                                                | Risultato                                                              | Ospiti                                                                 | Competizione                                                           | Reti                                                                   | Note                                                                   |
| ---------------------------------------------------------------------- | ---------------------------------------------------------------------- | ---------------------------------------------------------------------- | ---------------------------------------------------------------------- | ---------------------------------------------------------------------- | ---------------------------------------------------------------------- | ---------------------------------------------------------------------- | ---------------------------------------------------------------------- |
| 24-3-1938                                                              | Parigi                                                                 | Francia                                                                | 6 – 1                                                                  | Bulgaria                                                               | Amichevole                                                             | 1                                                                      |                                                                        |
| Totale                                                                 |                                                                        | Presenze                                                               | 1                                                                      |                                                                        | Reti                                                                   | 1                                                                      |                                                                        |